# Charlotte (Schiff, 1886)

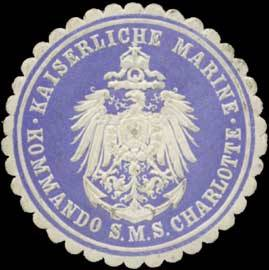
Siegelmarke K. Marine Kommando S.M.S. Charlotte

Die Charlotte war eine Kreuzerfregatte der Kaiserlichen Marine. Bis 1884, während der Planung und des Baus, wurde das Schiff als Gedeckte Korvette klassifiziert, ab 1893 führte man sie als Schulschiff.

## Bau
Anfang der 1880er Jahre benötigte die Kaiserliche Marine ein neues Schulschiff. Die Planungen für einen Neubau fanden in den Jahren 1881 und 1882 statt. Die Kaiserliche Werft Wilhelmshaven streckte am 2. April 1883 den Kiel für das Schiff. Aufgrund von Kürzungen und Verschiebungen von Finanzmitteln durch den Reichstag stand der Neubau jedoch erst am 5. September 1885 zum Stapellauf bereit. Die Taufe des Schiffs auf den Namen der preußischen Prinzessin Charlotte sollte deren älterer Bruder, Prinz Wilhelm, vornehmen. Da dieser jedoch verhindert war, übernahm der Chef der Admiralität, Leo von Caprivi, den Taufakt. Die Charlotte wurde im Herbst 1886 als letztes Segelkriegsschiff mit Maschinenhilfsantrieb der Kaiserlichen Marine fertiggestellt.

## Technik
Der Entwurf für die Charlotte lehnte sich stark an die Kreuzerfregatten der Bismarck-Klasse an, fiel jedoch etwas größer als diese aus. Das Schiff war über alles 83,85 m lang und 14,6 m breit. Bei einer maximalen Verdrängung von 3.763 t verfügte es über einen Tiefgang von 6,86 m. Die konstruktive Verdrängung lag bei 3.288 t. Der Rumpf des Schiffs, der als Querspant-Bau ausgeführt wurde, bestand aus Eisen und war in zehn wasserdichte Abteilungen unterteilt. Der Maschinenraum besaß einen Doppelboden. Über eine Panzerung verfügte die Fregatte nicht.
Die elektrische Ausrüstung wurde von zwei Generatoren gespeist, die bei einer Spannung von 67 V eine Leistung von 19,5 kW erzeugten.
Die Besatzungssollstärke der Charlotte lag ursprünglich bei 20 Offizieren und 486 Mannschaften. Die Mannschaftszahl wurde später auf 475 gesenkt. Zur Mannschaft gehörten 50 Seekadetten und 230 Schiffsjungen.

### Antriebsanlage
Die Charlotte war anfangs als Vollschiff getakelt und bezog ihre Antriebsenergie hauptsächlich aus den rund 2.360 m² Segelfläche. Außerdem verfügte das Schiff über einen dampfgetriebenen Hilfsantrieb. Dieser bestand aus zwei gekuppelten zweizylindrigen Verbunddampfmaschinen, die in zwei hintereinander angeordneten Maschinenräumen untergebracht waren. Die Maschinen erzeugten maximal 3.119 PSi und wirkten auf eine zweiflüglige Schraube mit 5,35 m Durchmesser. Diese war ursprünglich heißbar; dies wurde 1899 jedoch geändert und die Schraube fest montiert. Den nötigen Dampf lieferten acht querstehende Zylinderkessel, die auf zwei ebenfalls hintereinander angeordnete Kesselräume aufgeteilt waren. Die Kessel verfügten über 16 Feuerungen und einer Gesamtheizfläche von 1.064 m². Sie erzeugten einen Dampfdruck von 5 atü. Die Antriebsanlage verhalf dem Schiff zu einer Geschwindigkeit von maximal 13,5 kn. Der an Bord vorhandene Brennstoffvorrat von 528 t Kohle ermöglichte dem Schiff eine Dampfstrecke von 2.300 sm bei einer Marschgeschwindigkeit von 11 kn.
Im Zuge eines zwischen 1903 und 1905 erfolgten Umbaus auf der Kaiserlichen Werft in Kiel wurde die Charlotte zur Bark umgetakelt. Die Segelfläche wurde dadurch auf 1.580 m² reduziert. Außerdem wurden die Kessel modernisiert, ihre Zahl dabei auf sechs verringert. Auch eine der beiden Dampfmaschinen wurde ausgebaut. Die Antriebsleistung sank auf 1.437 PSi, die Höchstgeschwindigkeit auf 11,4 kn.

### Bewaffnung
Die Hauptbewaffnung der Charlotte bestand ursprünglich aus 18 15-cm-L/22-Ringkanonen, für die 1.868 Schuss mitgeführt wurden. Außerdem waren zwei 8,8-cm-L/30-Schnellladekanonen sowie sechs 3,7-cm-Revolverkanonen an Bord.
Bereits 1899 wurden sechs der 15-cm-Kanonen von Bord gegeben. Während des Umbaus 1903/05 ersetzte man die verbliebenen Ringkanonen durch zwei 10,5-cm-L/35- sowie 14 8,8-cm-L/30-Schnellladekanonen. Die Zahl der Revolverkanonen wurde auf vier reduziert.

## Einsatz

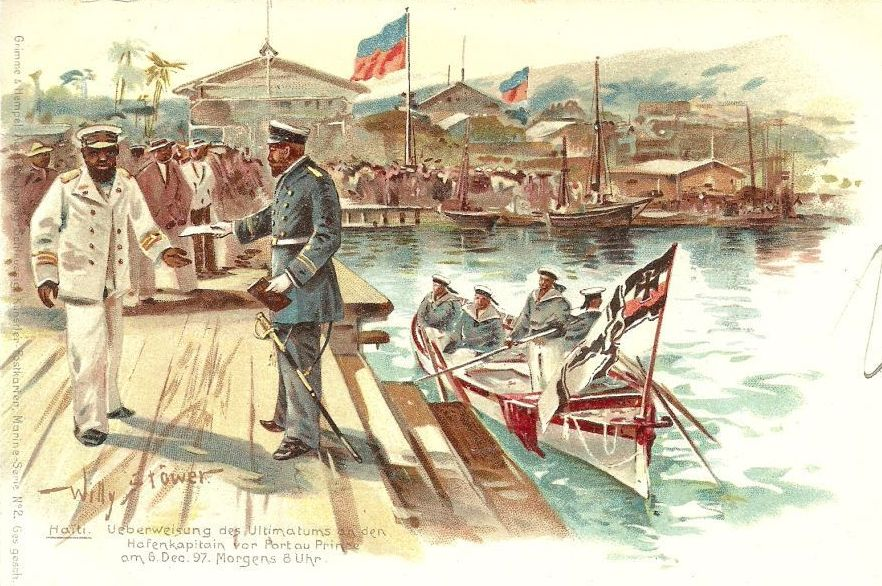
Postkarte zur Aushändigung des Ultimatums während der Lüders-Affäre

Die Charlotte wurde am 1. November 1886 erstmals in Dienst gestellt, um bis zum 28. Januar 1887 Probefahrten durchzuführen. Während dieser wurden die guten Seefähigkeiten des Schiffs festgestellt, aber auch seine schwierige Manövrierbarkeit.
Erst am 22. September 1888 wurde die Charlotte für den aktiven Dienst herangezogen, um die Friedrich Carl als Schulschiff abzulösen. Das Schiff wurde dem Schulgeschwader zugeteilt, das unter dem Kommando von Konteradmiral Friedrich von Hollmann stand. Flaggschiff des Geschwaders war die Stosch. Die Charlotte nahm 50 Seekadetten und 230 Schiffsjungen an Bord und trat am 29. September ihre erste Ausbildungsreise ins Mittelmeer an. Dort nahm das Schiff an der Feier zum 25-jährigen Thronjubiläum Georgs I. teil und besuchte anschließend mehrere österreich-ungarische, italienische und türkische Häfen. Die Charlotte war am 16. April 1889 in der Heimat zurück. Kurz darauf wurde das Schulgeschwader aufgelöst und die Kreuzerfregatte am 25. April außer Dienst gestellt.
Erst am 22. April 1897 wurde die Charlotte nach einer Grundüberholung wieder aktiviert. Nach Übungen in der Ostsee begleitete das Schiff das Kaiserpaar nach Kronstadt und nahm im August an den Herbstmanövern teil. Am 16. September lief die Fregatte zu ihrer zweiten großen Ausbildungsfahrt aus. In Charlotte Amalie traf sie Ende November mit der Stein zusammen. Beide Schiffe begaben sich nach Port-au-Prince, wo ein diplomatischer Zwischenfall die Anwesenheit deutscher Kriegsschiffe erforderte. Die Charlotte machte am 4. Dezember einen Zwischenstopp in Puerto Plata, um den aus Haiti geflüchteten deutschen Gesandten an Bord zu nehmen. Zwei Tage später lagen die Segelschiffe vor Port-au-Prince. Um einem übergebenen Ultimatum Nachdruck zu verleihen, gingen beide in Gefechtsposition und richteten ihre Geschütze auf die drei anwesenden haitianischen Kriegsschiffe, das Hafenfort und den Präsidentensitz. Doch erst als die haitianischen Schiffe besetzt worden waren, gab Präsident Tirésias Simon-Sam den deutschen Forderungen nach. Die vorsorglich auf zwei HAPAG-Dampfer evakuierten Deutschen gingen in der Folge wieder an Land. Am 10. Dezember erreichte ein Kreuzer der Vereinigten Staaten den Hafen, der im Fall einer Annexion Haitis durch Deutschland gegen die deutschen Schiffe vorgehen sollte. Nach Bereinigung des Zwischenfalls konnten diese Port-au-Prince am 14. Dezember wieder verlassen. Die Charlotte trat am 10. Januar 1898 die Heimreise an, nachdem die Geier als neuer Stationär eingetroffen war, und erreichte am 25. März Kiel.
Am 31. Mai 1898 trat die Charlotte eine Kreuzfahrt in der Ostsee an, die aufgrund einer Masernepidemie unter den Kadetten und Schiffsjungen unterbrochen werden musste. Nach der erneuten Teilnahme an den Herbstmanövern trat das Schiff am 8. September die Ausbildungsreise an. Zunächst wurden mehrere Atlantikinseln angelaufen. Im Januar 1899 ging die Charlotte gemeinsam mit der Stosch nach Tanger, da Unruhen in Marokko die dortigen deutschen Wirtschaftsinteressen gefährdeten. In der Folge liefen beide Schiffe die französischen Häfen Oran, Algier und Tunis an. Da es zwischen Frankreich und dem Deutschen Reich erstmals seit dem Deutsch-Französischen Krieg zu einer Annäherung gekommen war, sollten die Besuche die Beziehungen weiter verbessern. Nach dem Anlaufen spanischer Häfen kehrte die Charlotte am 23. März 1899 nach Kiel zurück, wo zunächst die Zahl der 15 cm-Geschütze reduziert wurde. Dem folgte eine kurze Kreuzfahrt in der Ostsee sowie die Winterreise. Diese führte unter anderem nach Rio de Janeiro und Essaouira und war am 23. März 1900 beendet.

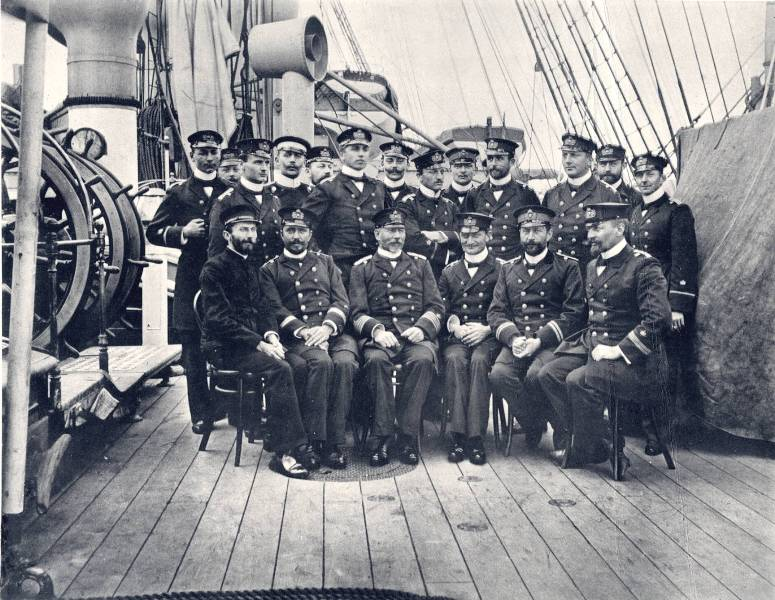
Die Offiziere der Charlotte im Jahr 1898

Im Sommer 1900 wurden Reisen in der Ostsee und in norwegische Gewässer unternommen. Am 19. September startete die große Ausbildungsreise in das Mittelmeer, während der unter anderem marokkanische Häfen, Alexandria und Korfu angelaufen wurden. Am 17. Dezember erhielt die Charlotte den Befehl, nach Málaga zu gehen und dort Bergungsarbeiten an der am Vortag gesunkenen Gneisenau vorzunehmen. Am 22. Dezember erreichte die Charlotte die spanische Hafenstadt und setzte die von der britischen Devastation begonnenen Arbeiten fort. Es wurden die letzten Leichen geborgen und außerdem geheime Dokumente und Wertgegenstände aus dem Wrack getaucht. Nach einer kurzen Unterbrechung aufgrund des Transports des Gesandten für Marokko nach Tanger konnten die Arbeiten in Málaga bis zum 12. Januar 1901 abgeschlossen werden. Die Charlotte besuchte anschließend italienische Häfen und war am 9. März in Kiel zurück.
Am 18. April 1901 kam die neue Seekadetten-Crew des Jahrganges 1901 und mit ihr auch Prinz Adalbert an Bord der Charlotte. Vor den üblichen Fahrten in der Ostsee beteiligte sich das Schiff an den Vermessungsarbeiten im Adlergrund, die aufgrund des Auflaufens des Linienschiffs Kaiser Friedrich III. nötig geworden waren. Die am 14. August begonnene Ausbildungsreise führte erneut ins Mittelmeer. Dabei wurden unter anderem Piräus, Konstantinopel und Triest angelaufen. Die Reise endete am 16. März 1902 in Kiel.

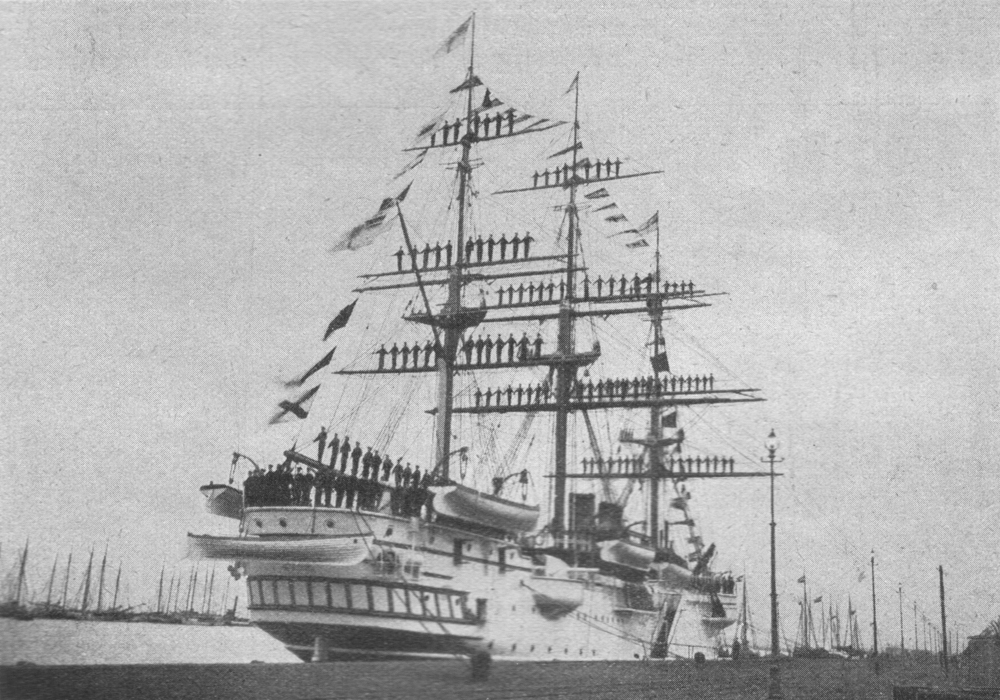
Die Charlotte 1902 während einer Parade in Brunsbüttel

Nachdem im Frühsommer 1902 erneut eine Übungsfahrt in der Ostsee unternommen wurde, brach die Charlotte am 12. Juli zur nächsten großen Ausbildungsreise auf. Es wurden hierbei Kronstadt, Bilbao und Häfen in Brasilien, Uruguay und Westindien angelaufen. Schließlich wurde die Charlotte vor die venezolanische Küste beordert, wo sie zur Ostamerikanischen Kreuzerdivision trat. Diese wurde aufgrund von Spannungen zwischen Venezuela und Großbritannien, Italien und dem Deutschen Reich gebildet. Die Kreuzerfregatte musste jedoch nicht an Kampfhandlungen teilnehmen, sondern diente als Etappenstützpunkt. Sie wurde am 19. Januar 1903 aus der Division entlassen und traf am 23. März wieder in Kiel ein. Die Charlotte wurde am 2. April außer Dienst gestellt und an der Kaiserlichen Werft Kiel einer Modernisierung unterzogen, wobei die oben beschriebenen Änderungen vorgenommen wurden.
Die Charlotte wurde am 1. April 1905 erneut als Schulschiff in Dienst gestellt. Die erste große Ausbildungsreise nach der Modernisierung trat das Schiff am 18. Juli an. Sie führte um Schottland herum ins Mittelmeer und wurde am 30. März 1906 beendet. Die Winterreise 1906/07 hatte das gleiche Seegebiet zum Ziel. Die Charlotte nahm während dieser in Málaga an einer Gedenkfeier für die Gefallenen der Gneisenau teil. In den Jahren 1907/08 und 1908/09 waren die westindischen Gewässer das Ziel der Ausbildungsreisen. Nach ihrer Rückkehr nach Kiel wurde die Charlotte am 31. März 1909 in Kiel als letztes Segelschulschiff der Kaiserlichen Marine außer Dienst gestellt. Am 26. Mai 1909 folgte ihre Streichung aus der Liste der Kriegsschiffe. Die Fregatte wurde fortan als Wohnschiff und Hulk für das Schiffsjungenschulschiff König Wilhelm genutzt. Im Oktober 1909 wurden beide Schiffe nach Flensburg-Mürwik geschleppt.
Der Ausbruch des Ersten Weltkrieges brachte überraschend eine Reaktivierung der Charlotte. Nachdem die König Wilhelm als Depotschiff auf die Elbe befohlen wurde, war die Schiffsjungenausbildung zunächst unterbrochen. Bereits nach kurzer Zeit erkannte das Reichsmarineamt jedoch, dass die Ausbildung fortgeführt werden musste. Zu diesem Zweck wurde die Charlotte am 20. Oktober 1914 wieder in Dienst gestellt und in die Liste der Kriegsschiffe aufgenommen. Dass ein bereits gestrichenes Schiff erneut in die Liste aufgenommen wurde, stellt eine einmalige Begebenheit in der deutschen Marinegeschichte dar. Dieser neuerliche Einsatz war jedoch nur kurz. Bereits am 4. November wurde die Charlotte wieder außer Dienst gestellt und endgültig aus der Liste der Kriegsschiffe gestrichen, da die König Wilhelm wieder für Ausbildungszwecke in Flensburg-Mürwik zur Verfügung stand.

## Verbleib
Die Charlotte wurde während des Ersten Weltkrieges als Wohn- und Lazarettschiff für die König Wilhelm genutzt. 1921 wurde die Fregatte nach Hamburg verkauft und der Rumpf dort als Lagerhulk aufgebraucht.

## Kommandanten
| 1. November 1886 bis 28. Januar 1887  | Kapitänleutnant Paul Hofmeier      |
| 22. September 1888 bis 25. April 1889 | Kapitän zur See Ernst von Reiche   |
| 22. April 1897 bis 12. April 1898     | Kapitän zur See August Carl Thiele |
| 12. April 1898 bis 31. März 1902      | Kapitän zur See Friedrich Vüllers  |
| 1. April 1902 bis 2. April 1903       | Kapitän zur See Otto Mandt         |
| 1. April 1905 bis 30. März 1906       | Kapitän zur See Johannes Meier     |
| 31. März 1906 bis 31. März 1908       | Kapitän zur See Friedrich Musculus |
| 6. April 1908 bis 31. März 1909       | Kapitän zur See Otto Back          |
| 20. Oktober bis 4. November 1914      | Kapitän zur See Andreas Fischer    |